# Elisa Moragas i Badia
Elisa Moragas i Badia (1927-2006) va ser una mestra i directriu d'escola catalana. Va ser una gran impulsora de l'educació lliure i de recuperar l'escola catalana.
Va ser alumna d'Alexandre Galí i Coll. El 1968 va participar en l'estatge internacional d'educadors Freinet i va fer una llarga estada a l'Escola de Vence. Des del 1969, junts amb un col·lectiu motivat de pares i mestres per oferir una pedagogia oberta i moderna, inspirada en el mètode Freinet va crear el 1972 l'Escola Nabí a Vallvidrera, cosa no gaire fàcil durant el tardofranquisme. La va dirigir de 1972 a 1992. Hi practicava un model educatiu que es movia entre «el rigor noucentista i la Revolució del Maig del 1968».
El setembre de 2019, l'Associació de veïns Mont d'Orsà-Vallvidrera i l'associació de famílies de l'escola van començar una iniciativa per canviar el «carrer dels Reis Catòlics», que no es vinculen al tarannà i la història del barri, per «carrer Elisa Moragas», on està ubicada l'Escola Nabí.